# Лебле, Пётр Иванович
Пётр Иванович Лебле (1768(?) — 1817) — подполковник, участник Отечественной войны 1812 года.
С 30 октября 1806 года по 1 сентября 1814 — командир Селенгинского пехотного полка, сформированного по указу императора Павла I 29 ноября 1796 года. Потомок французских гугенотов, бежавших с севера Франции в Пруссию, а затем в Россию.

## Биография
Дата рождения Петра Лебле точно не установлена, предположительно 1768 или 1770 год. Пётр Лебле, как значится в его формулярном списке, «из прусских дворян реформаторского закона». Он потомок французских гугенотов, бежавших с севера Франции в Пруссию, а затем в Россию и являлся подданным Российской империи.
С 1 января 1784 года служил солдатом в Преображенском лейб-гвардии полку, 14 января 1787 года получил звание каптенармус. 21 апреля 1787 года перешёл в звании подпоручик в Ширванский мушкетёрский полк и 22 сентября 1795 года получил звание поручика. 1 июня 1796 года был переведён в 3-й мушкетёрский батальон, а 28 января 1797 года — в Селенгинский мушкетёрский полк. С 10 февраля 1798 года служил штабс-капитаном в мушкетёрском Талызина 3-м полку, и там же с 9 ноября 1799 года
капитаном. 9 марта 1801 года по высочайшему приказу был отстранён от службы, но уже 11 апреля 1802 года принят на службу в Селенгинский мушкетёрский полк. 29 декабря 1802 года получил звание майор, а 12 декабря 1807 года — подполковник.
Пётр Лебле участвовал в Отечественной войне 1812 года. В сражении при местечке Островно 13 июня 1812 года был ранен в правую ногу картечью навылет и контужен в правую руку ядром. За храбрость был награждён орденом Святого Владимира 4-й степени с бантом. После выздоровления принимал участие в бою при селе Тарутино 6 октября 1812 года и в сражении под Малоярославцем 12 октября 1812 года. С 16 июля 1813 года участвовал в боях в Варшавском герцогстве, а также в блокаде крепости Модлин, далее прошёл через Пруссию, Богемию, Баварию, Вюртемберг, Баден, где 14 декабря 1813 участвовал в блокаде крепости Кель, а также 16 декабря 1813 в сражении при переходе через Рейн во Францию. 21 января 1814 года участвовал в сражении при городе Мери, а 5 февраля 1814 года в сражении при городах Мармонтоне и Нанси, где был ранен саблей в голову с раздроблением черепной кости и контужен в пальцы правой руки. Командовал Селенгинским пехотным полком. Попал в плен и в мае 1814 года вернулся из плена, возвратившись в Россию 23 августа 1814 года. В связи с ранениями 18 апреля 1816 года был переведен в Нижегородский внутренний гарнизонный батальон.
Пётр Лебле умер 20 ноября 1817 года.